# Karl Wesoly
Karl Wesoly (* 2. Februar 1913 in Halle (Saale); † 2000 ebena) war ein deutscher Radsportler und nationaler Meister im Radsport.

## Sportliche Laufbahn
Sein Vater brachte ihn zum RC Opel Halle, in dem dieser ebenfalls Mitglied war und nun sein Sohn die ersten Schritte im Radsport machte.
Wesoly wurde 1932 schon mit 19 Jahren Mitglied der deutschen Nationalmannschaft der Bahnfahrer. Zu dieser Zeit (1934) wurde er Berufsfahrer bei Dürkopp. Er besuchte die Steherschule in Elberfeld, in der er zu den besten 16 Amateuren gehörten, die sich für die weitere Ausbildung qualifizierten. In den 1930er Jahren gehörte er hinter Schrittmacher Fritz  Erdenberger zu den Lokalmatadoren auf den Bahnen in Halle an der Saale und in ganz Sachsen-Anhalt. Ebenfalls 1934  eröffnete er ein Fahrradgeschäft am Böllberger Weg in unmittelbarer Nähe der Böllberger Radrennbahn. Nach dem Zweiten Weltkrieg gehörte er zu den Initiatoren des Radsports in Halle und Sachsen-Anhalt. Er selbst bestritt hauptsächlich Bahnrennen als Berufsfahrer. 1952 wurde er mit bereits 39 Jahren DDR-Meister im Sprint der Berufsfahrer vor Wilfried Mauf. 1951 war er bereits Zweiter hinter Heinz Drescher. geworden. Seine Laufbahn beendete er 1957.

## Berufliches
Nachdem er Im Alter von 44 Jahren  seine aktive Karriere beendet hatte, blieb er dem Radsport sein Leben lang weiter als Funktionär, Organisator, Pressewart und Veranstalter auf das Engste verbunden. Sein Fahrradgeschäft in Halle blieb ein beliebter Treffpunkt der Radsportler Sachsen-Anhalts.